# Ларс Терн
Ларс Терн (швед. Lars Thörn, 26 вересня 1904 — 9 жовтня 1990) — шведський яхтсмен.
Олімпійський чемпіон 1956 року в класі 5,5 метра, срібний призер 1964 року в класі 5,5 метра.
Срібний призер Чемпіонату світу в класі 5,5 метра 1963 року.